# Lexus LFA

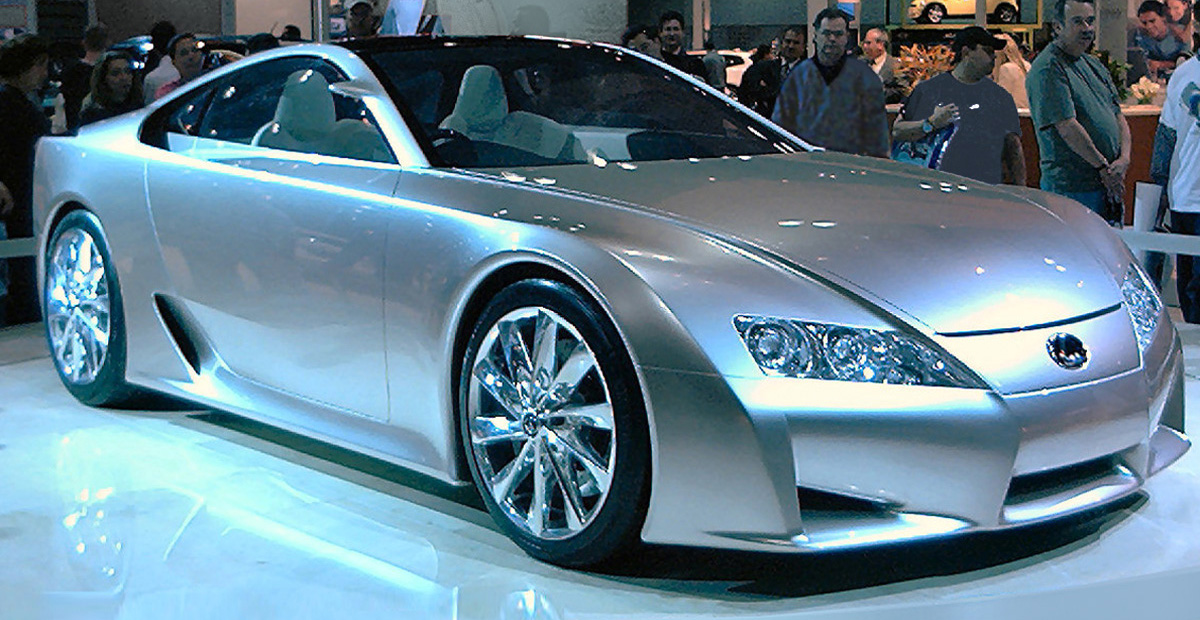
Первый Lexus LF-A концепт

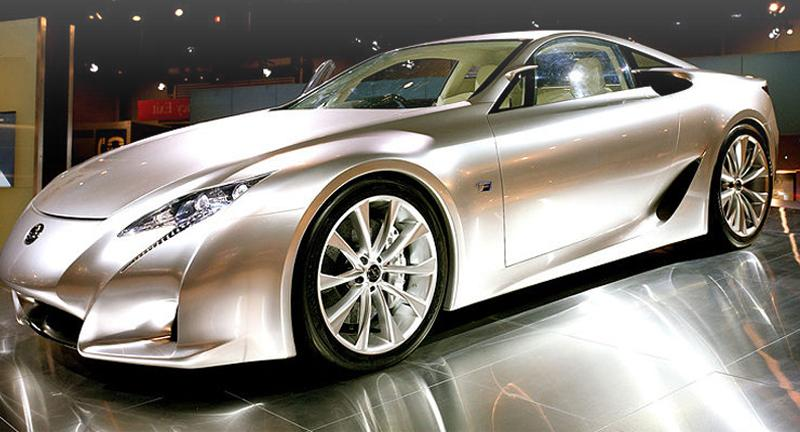
Второй Lexus LF-A концепт

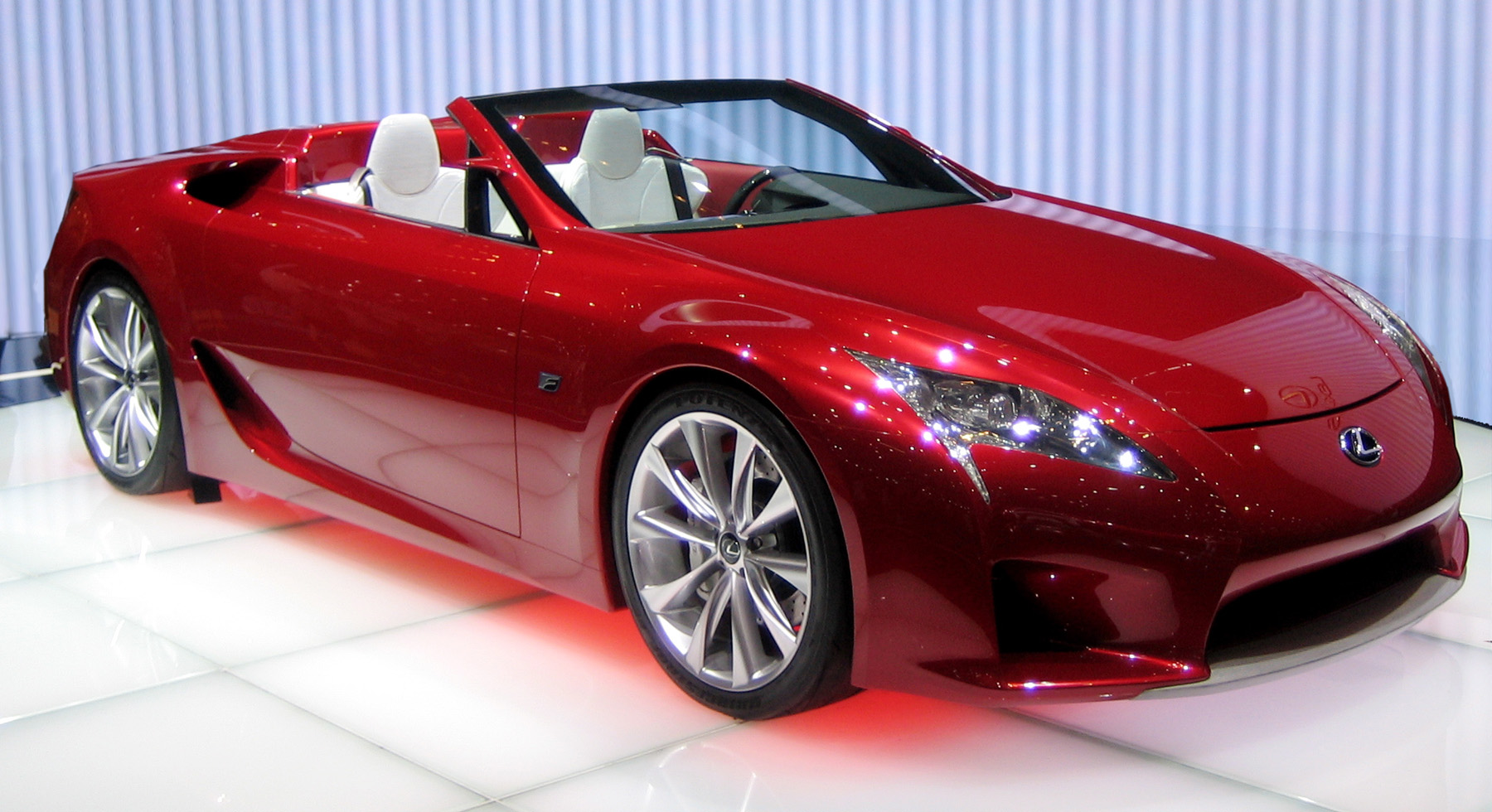
Lexus LF-A Roadster концепт

Lexus LFA — заднеприводный суперкар японской компании Lexus, первый автомобиль компании в подобном классе. Впервые был представлен как концепт-кар, гоночный прототип, а также как серийное транспортное средство. Это вторая модель F в линейке автомобилей марки Lexus, после  IS F. Три версии концепта LF-A были показаны на  Североамериканском международном автосалоне в качестве части концепции серии LF. Премьера первого концепта LF-A состоялась в 2005 году. В 2007 году показано второе LF-A с доработанным вариантом интерьера и экстерьера. Третья версия LF-A — родстер, премьера которой состоялась в 2008 году. Серийная модель LFA, была показана на  Токийском автосалоне в октябре 2009 года.
Концепты несли имя LF-A, серийный же аппарат лишился дефиса, став просто LFA. Чуть позже была выпущена специальная более легкая и мощная версия Nurburgring Edition.

## Описание
Lexus LFA был выпущен в количестве 500 экземпляров и только по индивидуальным заказам. В основе конструкции используется углепластиковый монокок. Автомобиль имеет классическую компоновку класса Gran Turismo (авто) . На разработку и проектирование ушло около 10 лет. Сборка происходила в городе Мотомачи, в Японии.

### Двигатель и коробка передач

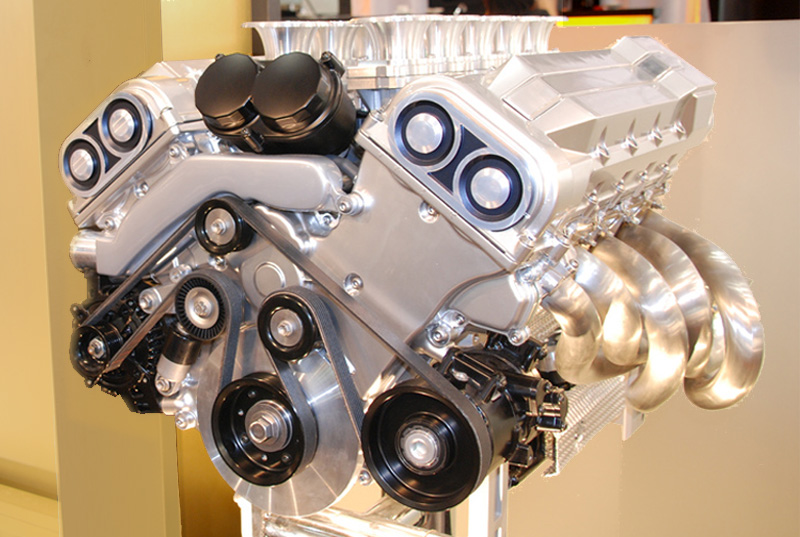
Двигатель V10 1LR-GUE

Двигатель LFA был сконструирован в сотрудничестве с Yamaha Motor Company, и представляет собой 4,8-литровый V10 с углом наклона головок в 72°, способный выдавать при 8700 об/мин мощность в 560 л.с и 480 Н•м крутящего момента; 90% момента доступны уже при 3700 об/мин, а красная зона расположена на отметке 9000 об/мин.  
Как утверждают инженеры Lexus, обороты с холостого уровня до красной зоны двигатель может набрать за 0.6 с; из-за этого аналоговый тахометр не мог точно отслеживать вращение коленчатого вала, и был установлен цифровой.  
Угол наклона головок в 72 градуса, в отличие от других V-образных двигателей с углом наклона в 90 градусов, был выбран для уменьшения размеров и веса. К примеру, 3.5-литровый V6 2GR-FE весит больше. Система смазки с сухим картером не допускает масляного голодания в поворотах с большими боковыми перегрузками, а также способствует снижению центра тяжести двигателя. В двигателе используется система изменение фаз газораспределения на впускных и выпускных распредвалах Dual VVTi . Воздух непосредственно подаётся через проём между капотом и бампером через переменный впускной коллектор в 10 отдельных дроссельных заслонок. Чтобы двигатель мог работать на высоких оборотах, были использованы кованые алюминиевые поршни, кованые титановые шатуны, клапаны также выполнены из титана, а коромысла имеют кремниевое покрытие. Двигатель собирается исключительно вручную одним человеком. Нормы выбросов вредных веществ  в атмосферу соответствуют стандартам Евро-5. 
Инженеры попытались добиться звука двигателя как у болидов F1. Для этого производитель музыкальных инструментов Yamaha во впускном коллекторе разместил рёбра, настроив диапазон и частоту звука, а глушитель был выполнен из титана, благодаря этому создаётся специфичный звук, который главный конструктор Харухико Танахаши назвал "рёвом ангела". 

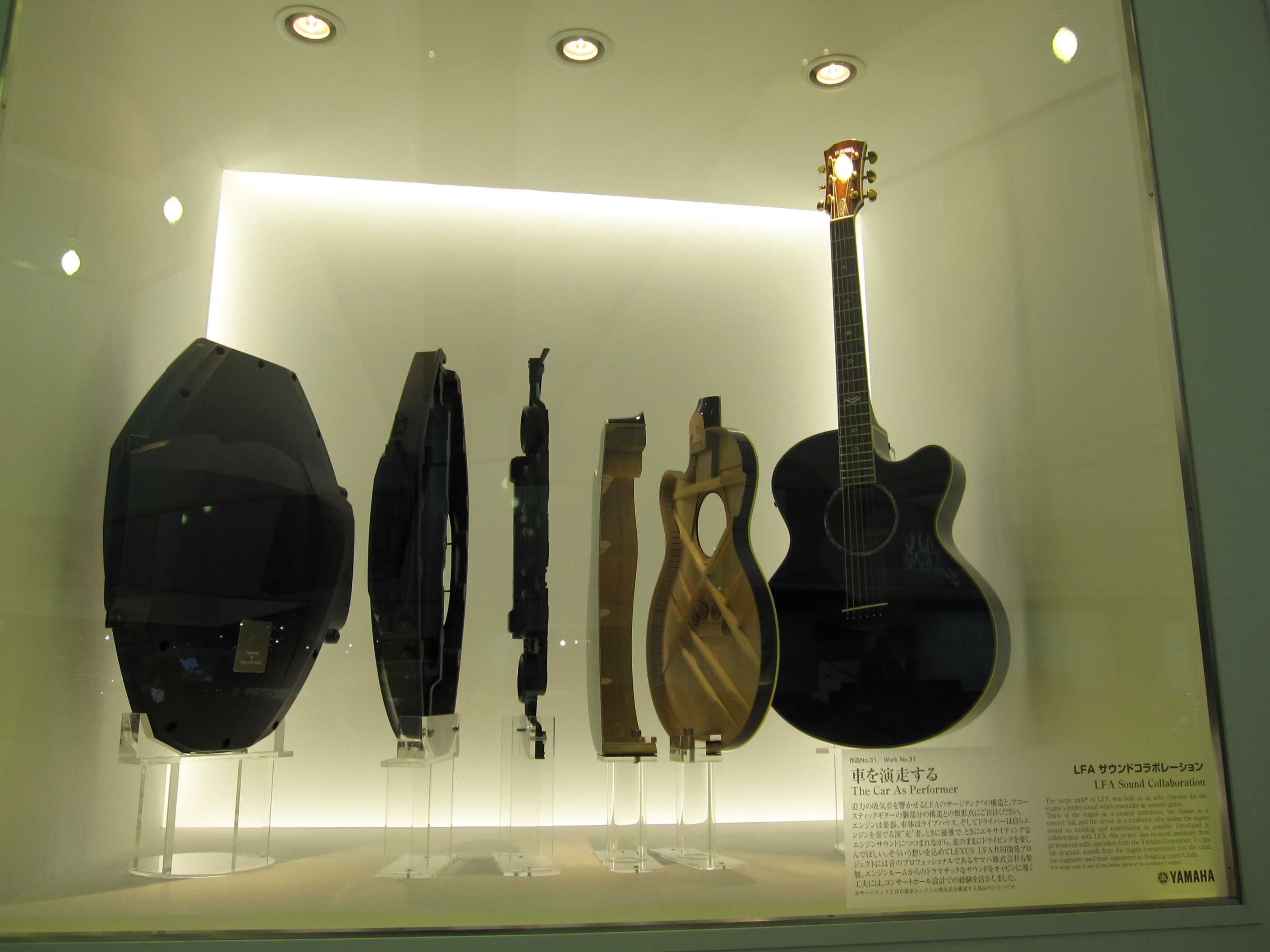
Впускной коллектор в сравнении с гитарой Yamaha.

На трассе Нюрбургринг силовой агрегат подвергся окончательным доработкам. 
Для передачи мощности на колёса используется 6-скоростная автоматическая секвентальная электро-гидравлическая коробка передач с одиночным сцеплением производства японской компании Aisin Seiki. Инженеры Lexus объяснили, что КПП с двойным сцеплением сложнее и намного тяжелее, а легкость являлась для компании приоритетной. Скорость переключения передачи в спортивном режиме составляет 200 мс. КПП управляется подрулевыми лепестками, усилие на нажатие для каждого лепестка разное; также в спортивном режиме активируется звуковое оповещение ("зумер") о переключении вверх в нужный момент. 

### Конструкция и ходовая часть
Начальный концепт-кар был выполнен из алюминия, но потом в компании решили, что машина станет неоправданно тяжелой и начали использовать свою разработку. Специально для центрального монокока LFA был разработан уникальный материал на основе армированного углеволокном пластика (Carbon Fibre Reinforced Polymer). Toyota объясняет, что не хотела закупать материал у внешних поставщиков и хотела сама определять качество материала. В шасси 65% углеволокна и 35% алюминия. Использование CFRP (Carbon Fibre Reinforced Polymer) позволило сэкономить 100 кг. 
Распределение веса по осям составляет 48% и 52%. КПП находится сзади, 73-литровый бензобак расположен перед задней осью, рядом находится резервуар жидкости омывателя лобового стекла и аккумулятор. Двигатель и другие агрегатные узлы располагаются максимально низко. Крыша также выполнена из углеволокна. Для сохранения небольшого веса передние и задние подрамники выполнены из алюминия. Масса автомобиля составляет 1480 кг.
Подвеска спереди - независимая, на двойных поперечных рычагах Н-образного типа. Подвеска сзади - многорычажная, на пружинах с амортизаторами, которые имеют отдельные жидкостные резервуары.  Были также установлены многочисленные усилители под днищем автомобиля. Тормоза спереди - карбон-керамические Brembo, 6-поршневые, 390 мм. Тормоза сзади - 4-поршневые диаметром 360 мм, контролируемые фирменной электроникой. Колёсные диски - 20-дюймовые кованые диски фирмы BBS с покрышками Bridgestone Potenza нового поколения, ширина которых равна 265 мм спереди и 305 мм сзади. VDIM (Vechicle Dynamics Integrated Management) - система электронного контроля устойчивости, имеет три режима, включая спортивную настройку. Также используется электромеханический усилитель руля. 

### Интерьер и экстерьер

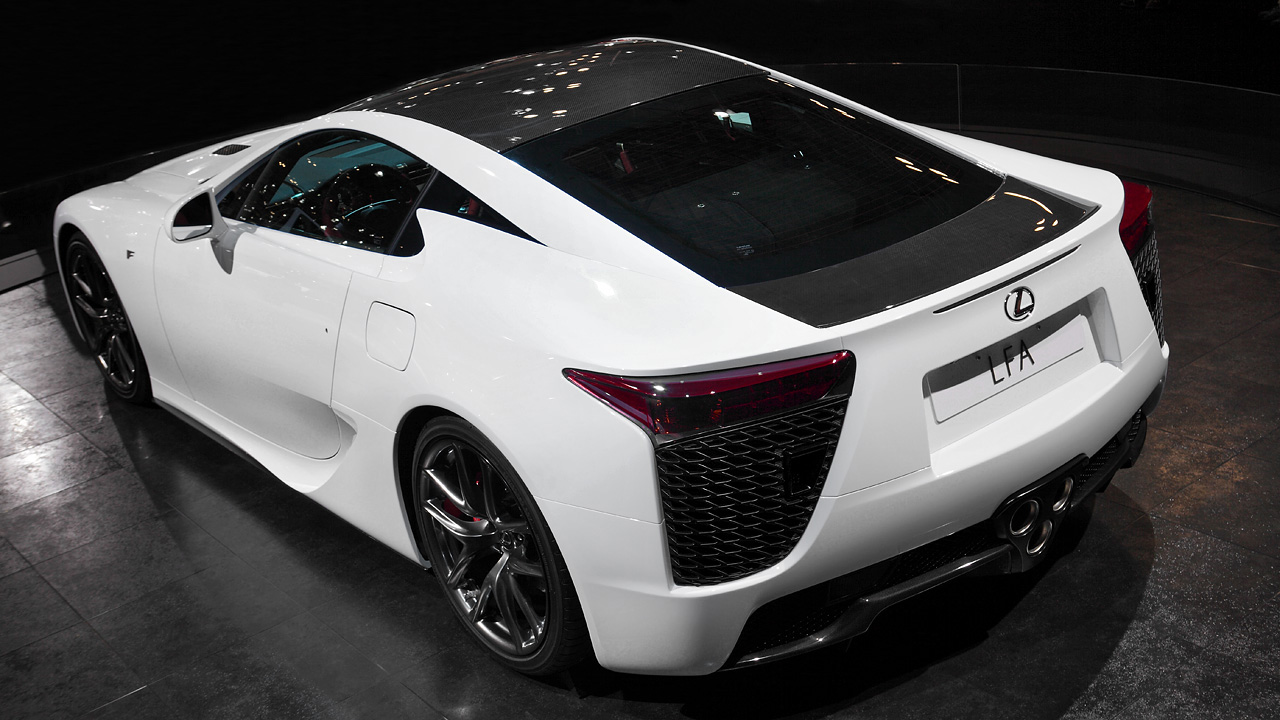
Lexus LFA серийная модель вид сзади

Для создания прижимной силы задний спойлер поднимается при достижении 80 км/ч, в "спокойном" состоянии спойлер спрятан. Коэффициент аэродинамического сопротивления Cd=0.31, достигается за счет использования плавных линий кузова спереди и по бокам, а резкие и острые края сзади обеспечивают прижимную силу. Два отверстия в капоте отводят горячий воздух из подкапотного пространства и впускного коллектора, воздухозаборники перед задними арками охлаждают тормоза и радиатор, два небольших отверстия в заднем бампере отводят воздух проходящий под днищем автомобиля и тем самым охлаждают титановые выхлопные трубы. 

Автомобиль имеет стандартную палитру цветов из 28 оттенков для кузова, 

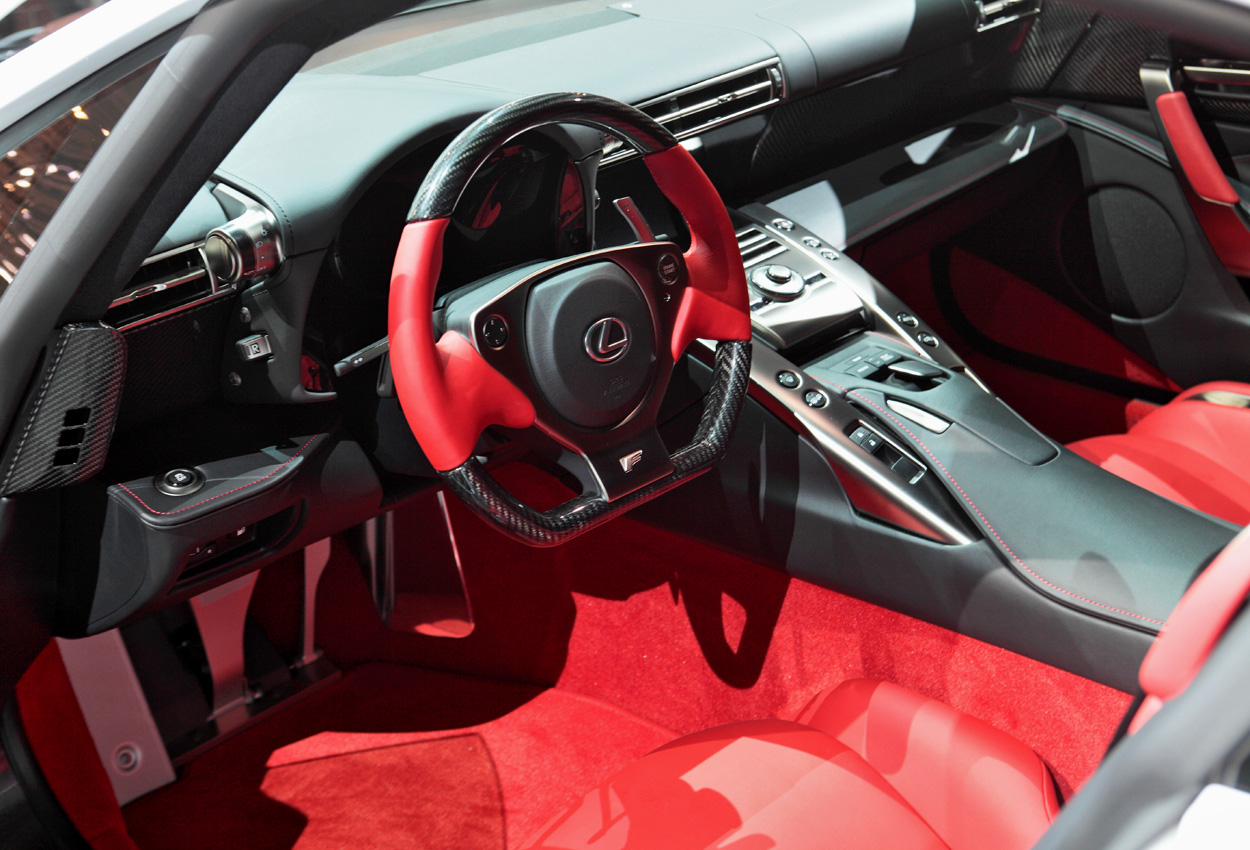
Вид салона Lexus LFA

3 цвета и темную матовую окраску для колёсных дисков, а также "специальные цвета" (special colors) по заказу.
В интерьере сочетаются алькантара, кожа, металлические элементы и углеволокно. Два ковшеобразных сидений, мультимедийная система с навигатором, звуковая система Mark Levinson из 12 динамиков, джойстик Lexus Remote Touch, цифровой тахометр меняет цвет и положение в зависимости от выбранного режима VDIM. Все элементы интерьера сделаны на заказ, а затем собираются вручную.

## Динамические показатели
- 0-100 км/ч - 3.7 сек
- 0-160 км/ч - 7.6 сек
- 0-200 км/ч - 11.4 сек
- Максимальная скорость - 326 км/ч
- Торможение 113-0 км/ч - 48 м
- 402 м - 11.6 сек (на скорости 200 км/ч)
- Слалом - 121 км/ч
- На треке в Гудвуде LFA показал время 1:24.8, что на 3 секунды быстрее Nissan GT-R. Это рекорд для этого трека.
- На тестовом треке Top Gear автомобиль стал самым быстрым на мокром покрытии, время прохождения составило 1:22.8. Обычно, чтобы узнать теоретическое время на сухом покрытии, отнимается несколько секунд в зависимости от состояния трека. В случае с LFA теоретическое время 1:18.2, и рекорд был побит лишь в 2014 году автомобилем Caterham R620 Superlight, опередив LFA лишь на 0.5 сек.
- Рекорд круга на трассе Нюрбургринг среди серийных автомобилей был поставлен с модификацией Nurburgring Package. LFA показал время 7:14.64, позже рекордсменом стал Porsche 918 Spyder Weissach Pakage.

## Критика
Джереми Кларксон назвал "Lexus LFA" своей самой любимой моделью, участвовавшей в шоу Top Gear . В 19 сезоне 2 серии он признался, что хотел бы иметь темно-синий LFA; в конце передачи можно заметить праворульную темно-синюю модель с номерами GU11VLL; она же фигурировала в 22 сезоне 8 серии в фильме "Худший автомобиль во всемирной истории" и в журнальных обзорах Кларксона.